# やまびこ (企業)
株式会社やまびこは、東京都青梅市に本社を置く屋外作業機械メーカー。国内首位、米州上位。
2008年（平成20年）12月、株式会社共立と新ダイワ工業株式会社が経営統合により設立した。

## 沿革
前身の旧・株式会社共立、旧・新ダイワ工業の沿革は、共立 (農機)、新ダイワ工業を参照。
- 2008年（平成20年）12月1日 - 新ダイワ工業と共同で持株会社、株式会社やまびこを設立（代表取締役社長 北爪靖彦が代表取締役社長(CEO)兼執行役員に就任）。株式会社共立および新ダイワ工業株式会社は株式会社やまびこの完全子会社となる。
- 2009年（平成21年）10月1日 - 株式会社共立・新ダイワ工業株式会社を吸収合併。
- 2011年（平成22年）4月1日 ‐ やまびこ産業機械株式会社とやまびこレンテックス株式会社が合併。
- 2014年（平成25年）1月21日 - やまびこベトナム設立。
- 2014年（平成25年）11月28日 - ロボット芝刈機メーカーである、Belrobotics SA（ベルギー）を子会社化。
- 2017年（平成29年）1月1日 - Belrobotics SAの商号をYamabiko Europe SAに変更。
- 2017年（平成29年）4月1日 - 国内販売会社7社が合併し、やまびこジャパン株式会社が誕生。
- 2017年（平成29年）6月15日 - 中国蘇州市に蘇州山彦農機有限公司設立。
- 2018年（平成30年）1月1日 - エコー産業株式会社を存続会社として、エコー産業株式会社とやまびこロジスティックス株式会社が合併。
- 2019年（平成31年）12月 - キメシス・エス・アール・エルの株式を取得し、同社を持分法適用関連会社とする。
- 2019年（平成31年）12月 - クレイリー・アグリカルチャル・ソリューションズ・エル・エル・シーを清算。
- 2021年（令和3年）7月26日 - 蘇州山彦農機有限公司の解散・清算を決定。
- 2021年（令和3年）10月 - 新バッテリー製品シリーズをGIE+EXPO 2021にて発表。
- 2022年（令和4年）7月 - キメシス・エス・アール・エルの株式を譲渡。
- 2023年（令和5年）5月12日 - 愛可機械（深圳）有限公司の解散・清算を決定。
- 2024年（令和6年）9月1日 - ECHO Incorporatedを存続会社として、ECHO Incorporatedとゴールデンイーグルディストリビューティングが合併。

## 事業所
- 本社（東京都青梅市）
- 中央センター（東京都青梅市）
- 大塚オフィス（広島県広島市安佐南区）
- 横須賀事業所（神奈川県横須賀市）
- 盛岡事業所（岩手県滝沢市）
- 広島事業所（広島県山県郡北広島町）

## 主な製品
- チェーンソー
- 刈払機
- エンジンブロワ
- ヘッジトリマー
- 動力散布機
- 動力噴霧機
- 乗用管理機
- スピードスプレーヤ
- 溶接機
- 発電機
- 投光機